# Confine di Stato di Zenna
Il confine di Stato di Zenna, o valico di Zenna è un valico di frontiera fra Italia e Svizzera.
Collega le località di Zenna (in comune di Maccagno con Pino e Veddasca, provincia di Varese) e di Caviano (in comune di Gambarogno, canton Ticino).
Punto più a nord della provincia di Varese, è considerato importante per il traffico di merci, per il frontalierato e per il turismo estivo, anche se secondario rispetto allo speculare confine di Stato di Piaggio Valmara. Vi termina la strada statale 394 del Verbano Orientale, proveniente da Luino e Varese, nella sezione doganale è possibile effettuare operazioni doganali quali importazioni, esportazioni o transiti di merce.
È sede di una brigata della Guardia di Finanza e della S.o.t della dogana italiana.